# Teleclita insignifica
Teleclita insignifica är en fjärilsart som beskrevs av Rothschild 1917. Teleclita insignifica ingår i släktet Teleclita och familjen tandspinnare. Inga underarter finns listade i Catalogue of Life.